# 山口幸晴
山口 幸晴（やまぐち ゆきはる、1955年10月10日 - ）は日本の俳優。東映剣会及び一般社団法人武士道剣会所属。
福岡県出身。俳優になる前は板前だった。

## 出演

### 映画
- 御法度 （1999年）
- 跋扈妖怪伝 牙吉 （2004年）
- 蒼き狼 〜地果て海尽きるまで〜 （2007年）
- 座頭市　THE LAST （2010年）
- 忍たま乱太郎 （2011年）
- 逆転裁判 （2012年）
- 太秦ライムライト （2014年）
- 日本のいちばん長い日 （2015年）
- 時代劇は死なず ちゃんばら美学考（2015年）
- 関ケ原 （2017年）
- 劇場版 ひみつ×戦士ファントミラージュ！ 映画になってちょーだいします （2020年）
- 孤狼の血 LEVEL2 （2021年）
- CHAIN/チェイン （2021年）
- せかいのおきく （2023年）
- 遊撃 / 映画監督 中島貞夫 （2023年）
- 侍タイムスリッパー （2024年）
- 碁盤斬り （2024年）

### テレビドラマ
- 大江戸グレートジャーニー　（2020年）（WOWOW）
- メイド刑事 （2009年）
- 刑事魂 （2012年）
- 剣客商売 婚礼の夜
- 水戸黄門 （TBS）
- 科捜研の女（テレ朝）
- 大岡越前
- 雲霧仁左衛門５
- 逃亡者 おりん2（2012年2月、テレ東）
- くノ一忍法帖　蛍火 （2018年）